# The King shall rejoice (Dettingen Anthem)
The King shall rejoice (Dettingen Anthem) D-dur (HWV 265, ChA 36, HHA III/13) – anthem  skomponowany przez Georga Friedricha Händla w 1743 roku z okazji zwycięstwa wojsk angielskich nad francuskimi w bitwie pod Dettingen. 

## Obsada
- Soliści: Alt, Bas
- Chór: sopran (I, II), alt, tenor, bas
- Instrumenty: obój (I, II), fagot, trąbka (I, II, III[1]), kotły, skrzypce (I, II), altówka, basso continuo

Utwór został wykonany 27 listopada 1743 roku Kaplicy królewskiej (Chapel Royal) w Pałacu św. Jakuba (St. James’s Palace) wspólnie z Dettingen Te Deum. 
Struktura dzieła
| Nr | Wers | Tonacja      | Oznaczenie tempa    | Głosy      | Instrumenty                                                   |
| -- | --- | ------------ | ------------------- | ---------- | ------------------------------------------------------------- |
| 1  | 1. The King shall rejoice in Thy strength, O Lord! 2. Exceeding glad shall he be of Thy salvation                                   | D-dur        | Allegro, non presto | ssatb      | orkiestra                                                     |
| 2  | 3. His honour is great in Thy salvation, 4. glory and great worship shalt Thou lay upon him.                                        | h-moll D-dur | Andante larghetto   | B,A, ssatb | obój (I, II), fagot, skrzypce (I, II) altówka, basso continuo |
| 3  | 5. Thou shalt give him everlasting felicity, 6. and make him glad with the joy of Thy countenance                                   | D-dur        | Alla breve          | ssatb      | obój (I, II), skrzypce (I, II) altówka, basso continuo        |
| 4  | 7. And why? Because the King putteth his trust in the Lord, 8. and in the mercy of the most highest he shall not miscarry. Alleluia | G-dur        | Andante             | ssatb, A   | obój (I, II), skrzypce (I, II) altówka, basso continuo        |
| 5  | 9. We will rejoice in Thy salvation, 10. and triumph in the name of the Lord our God. Alleluia.                                     | D-dur        | Allegro moderato    | ssatb      | orkiestra                                                     |

Objaśnienia:

Soliści: A – alt, B – bas,

Chór: s – sopran, a – alt, t – tenor, b – bas,

Orkiestra – obój (I, II), fagot, trąbka (I, II, III), kotły, skrzypce (I, II, III), altówka, basso continuo.

## Zapożyczenia
W części 2, 3 i 5 Händel zaczerpnął z motywów z Sonates sans basse Georga Philippa Telemanna na dwa flety, dwoje skrzypiec lub dwa flety traverso, wydanych w Hamburgu w 1727 roku.
| Handel - The King shall rejoice                | Telemann - Sonates sans basse                 |
| ---------------------------------------------- | --------------------------------------------- |
| 2. His honour is great in Thy salvation        | Sonata nr 5 h-moll, TWV 40:105, cz. I Largo   |
| 3. Thou shalt give him everlasting felicity    | Sonata nr 6 E-dur, TWV 40:106, cz. II Presto  |
| 5. Alleluja / We will rejoice in Thy salvation | Sonata nr 2 G-dur, TWV 40:101, cz. II Allegro |

## Nagrania
1. Handel – Dettingen Te Deum, Dettingen Anthem – Christopher Tipping – alt, Harry Christophers – tenor, Michael Pearce – bas, Stephen Varcoe – bas, Choir of Westmintser Abbey, The English Concert (Trevor Pinnock), Simon Preston, dyr., ARCHIV, 1984, CD, DDD, 410 647-2